# Lonerism
Lonerism é o segundo álbum de estúdio do projeto de música psicodélica australiano Tame Impala, lançado em 5 de Outubro de 2012 pela Modular Recordings. Assim como no álbum de estreia do projeto, Innerspeaker (2010), Lonerism foi escrito, gravado, executado e produzido por Kevin Parker, com o membro de turnês Jay Watson contribuindo em duas faixas.

## Faixas
Todas as faixas escritas e compostas por Kevin Parker, exceto "Apocalypse Dreams" e "Elephant", co-escritas por Jay Watson. 
| Lonerism       |                                                                       |               |  |
| N.º            | Título                                                                | Duração       |  |
| 1.             | "Be Above It"                                                         | 3:21          |  |
| 2.             | "Endors Toi"                                                          | 3:06          |  |
| 3.             | "Apocalypse Dreams"                                                   | 5:56          |  |
| 4.             | "Mind Mischief"                                                       | 4:31          |  |
| 5.             | "Music to Walk Home By"                                               | 5:12          |  |
| 6.             | "Why Won't They Talk to Me?"                                          | 4:46          |  |
| 7.             | "Feels Like We Only Go Backwards"                                     | 3:12          |  |
| 8.             | "Keep on Lying"                                                       | 5:54          |  |
| 9.             | "Elephant"                                                            | 3:31          |  |
| 10.            | "She Just Won't Believe Me"                                           | 0:57          |  |
| 11.            | "Nothing That Has Happened So Far Has Been Anything We Could Control" | 6:01          |  |
| 12.            | "Sun's Coming Up"                                                     | 5:20          |  |
| 13.            | "Led Zeppelin" (Faixa bônus da iTunes)                                | 3:08          |  |
| 14.            | "Beverly Laurel" (Faixa bônus da iTunes)                              | 3:07          |  |
| Duração total: | Duração total:                                                        | 51:53 (58:09) |  |

## Ficha Técnica
Tame Impala
- Kevin Parker – produção, gravação, foto da capa, todos os vocais e instrumentos, exceto:
- Jay Watson – piano e teclados (faixas 3 e 9)

Produção
- Dave Fridmann – mixagem
- Greg Calbi – masterização
- Leif Podhajsky – arte da capa e layout
- Matthew C. Saville – fotografia de estúdio

## Prêmios

### Grammy Awards
| Ano  | Nomeado  | Categoria                          | Resultado |
| ---- | -------- | ---------------------------------- | --------- |
| 2013 | Lonerism | Melhor Álbum de Música Alternativa | Nomeado   |